# 山崎裕 (撮影監督)
山崎 裕（やまざき ゆたか、1940年 - ）は、日本の映画撮影監督。

## 来歴
日本大学芸術学部卒業後、1965年に記録映画『肉筆浮世絵の発見』でカメラマンとしてデビュー。多くのテレビドキュメンタリー、記録映画、CMなどに撮影監督として参加する傍ら、多数の劇場用映画の撮影をも担当。是枝裕和監督とのコンビが有名。2010年の映画『トルソ』で監督としてデビュー。2013年の『ニッポンの嘘 報道写真家 福島菊次郎90歳』ではプロデューサーも。
2001年より「座・高円寺ドキュメンタリ−フェスティバル」のプログラムディレクターをつとめている。

## フィルモグラフィ

### 監督・演出等
- 『トルソ』（2010年） - 監督・脚本・撮影
- 『柄本家のゴドー』（2018年） - 演出・撮影

### 撮影
- 『ワンダフルライフ』(1999年)
- 『DISTANCE』(2001年)
- 『沙羅双樹』(2003年)
- 『誰も知らない』(2004年)
- 『カナリア』(2004年)
- 『Shadow』(2004年)短編
- 『花よりもなほ』(2006年)
- 『恋するマドリ』(2007年)
- 『たみおのしあわせ』(2008年)
- 『歩いても 歩いても』(2008年)
- 『俺たちに明日はないッス』(2008年)
- 『狛Koma』(2009年)
- 『ANPO』(2010年)
- 『奇跡』(2011年)
- 『裸の夏』(2011年)
- 『ニッポンの嘘 報道写真家 福島菊次郎90歳』(2012年)
- 『フタバから遠く離れて Nuclear Nation』(2012年)
- 『樹海のふたり』(2013年)
- 『ひろしま 石内都・遺されたものたち』(2013年)
- 『2つ目の窓』(2014年)
- 『いしぶみ』(2015年)
- 『広河隆一 人間の戦場』(2015年）
- 『海よりもまだ深く』(2016年)
- 『FAKE』（2016年）
- 『断食芸人』(2016年）
- 『月子』(2017年）
- 『二十六夜待ち』(2017年）
- 『東の狼』(2018年)
- 『島々かいしゃ』(2016年)
- 『永い言い訳』(2016年)
- 『焼肉ドラゴン』(2018年)
- 『Moon Rabbit』(2018年） - 短編
- 『コンプリシティ/優しい共犯』（2020年）
- 『海辺の金魚』（2021年）
- 『ゆめのまにまに』（2022年）
- 『春の画 SHUNGA』（2023年）

### その他
- 『山田孝之のカンヌ映画祭』（2016年） - 出演

## 註
1. 1 2  国領雄二郎「映画『トルソ』山崎裕監督」『マイコミジャーナル』